# Olympische Sommerspiele 1928/Leichtathletik – 4 × 100 m (Männer)
Die 4-mal-100-Meter-Staffel der Männer bei den Olympischen Spielen 1928 in Amsterdam wurde am 4. und 5. August 1928 im Olympiastadion Amsterdam ausgetragen. In 13 Staffeln nahmen 52 Athleten teil.
Die Goldmedaille gewann die US-amerikanische Staffel in der Besetzung Frank Wykoff, James Quinn, Charles Borah und Henry Russell.

Silber ging an Deutschland mit Georg Lammers, Richard Corts, Hubert Houben und Helmut Körnig.

Bronze errang Großbritannien mit Cyril Gill, Edward Smouha, Walter Rangeley und Jack London.

## Rekorde

### Bestehende Rekorde
| Weltrekord         | 41,0 s | USA (Louis Clarke, Frank Hussey, Al LeConey, Loren Murchison)                            | Halbfinale OS Paris. Frankreich | 13. Juli 1924 |
| Weltrekord         | 41,0 s | USA (Frank Hussey, Louis Clarke, Al LeConey, Loren Murchison)                            | Finale OS Paris. Frankreich     | 14. Juli 1924 |
| Weltrekord         | 41,0 s | USA a (Chester Bowman, John Currie, James Pappas, Henry Cumming)                         | Lincoln (Nebraska). USA         | 4. Juli 1927  |
| Weltrekord         | 41,0 s | Deutsches Reich b (Ernst Geerling, Friedrich-Wilhelm Wichmann, Adolf Metzner, Hans Salz) | Halle (Saale). Deutsches Reich  | 10. Juni 1928 |
| Olympischer Rekord | 41,0 s | USA (Louis Clarke, Frank Hussey, Al LeConey, Loren Murchison)                            | Halbfinale OS Paris. Frankreich | 13. Juli 1924 |
| Olympischer Rekord | 41,0 s | USA (Frank Hussey, Louis Clarke, Al LeConey, Loren Murchison)                            | Finale OS Paris. Frankreich     | 14. Juli 1924 |

### Rekordegalisierung
Der bestehende Welt- und damit auch Olympiarekord von 41,0 s wurde egalisiert:

USA (Frank Wykoff, James Quinn, Charles Borah, Henry Russell), Finale am 5. August

## Durchführung des Wettbewerbs
Die Staffeln traten am 4. August zu drei Vorläufen an. Die jeweils zwei besten Mannschaften – hellblau unterlegt –  qualifizierten sich für das Finale, das am 5. August stattfand.

## Vorläufe
Datum: 4. August 1928
Es sind nicht alle Zeiten überliefert.

### Vorlauf 1
| Platz | Staffel            | Besetzung                                                                   | Zeit   | Anmerkung |
| ----- | ------------------ | --------------------------------------------------------------------------- | ------ | --------- |
| 1     | Kanada             | Ralph Adams John Fitzpatrick George Hester Percy Williams                   | 42,2 s |           |
| 2     | Großbritannien     | Cyril Gill Edward Smouha Walter Rangeley Jack London                        | 43,5 s |           |
| 3     | Königreich Italien | Giuseppe Castelli Franco Reyser Edgardo Toetti Enrico Torre                 | k. A.  |           |
| 4     | Griechenland       | Vangelis Moiropoulos Konstantinos Petridis Angelos Lambrou Renos Frangoudis | 44,0 s |           |
| 5     | Spanien            | Juan Serrahima Diego Ordóñez Fernando Muñagorri Enrique de Chávarri         | k. A.  |           |

### Vorlauf 2

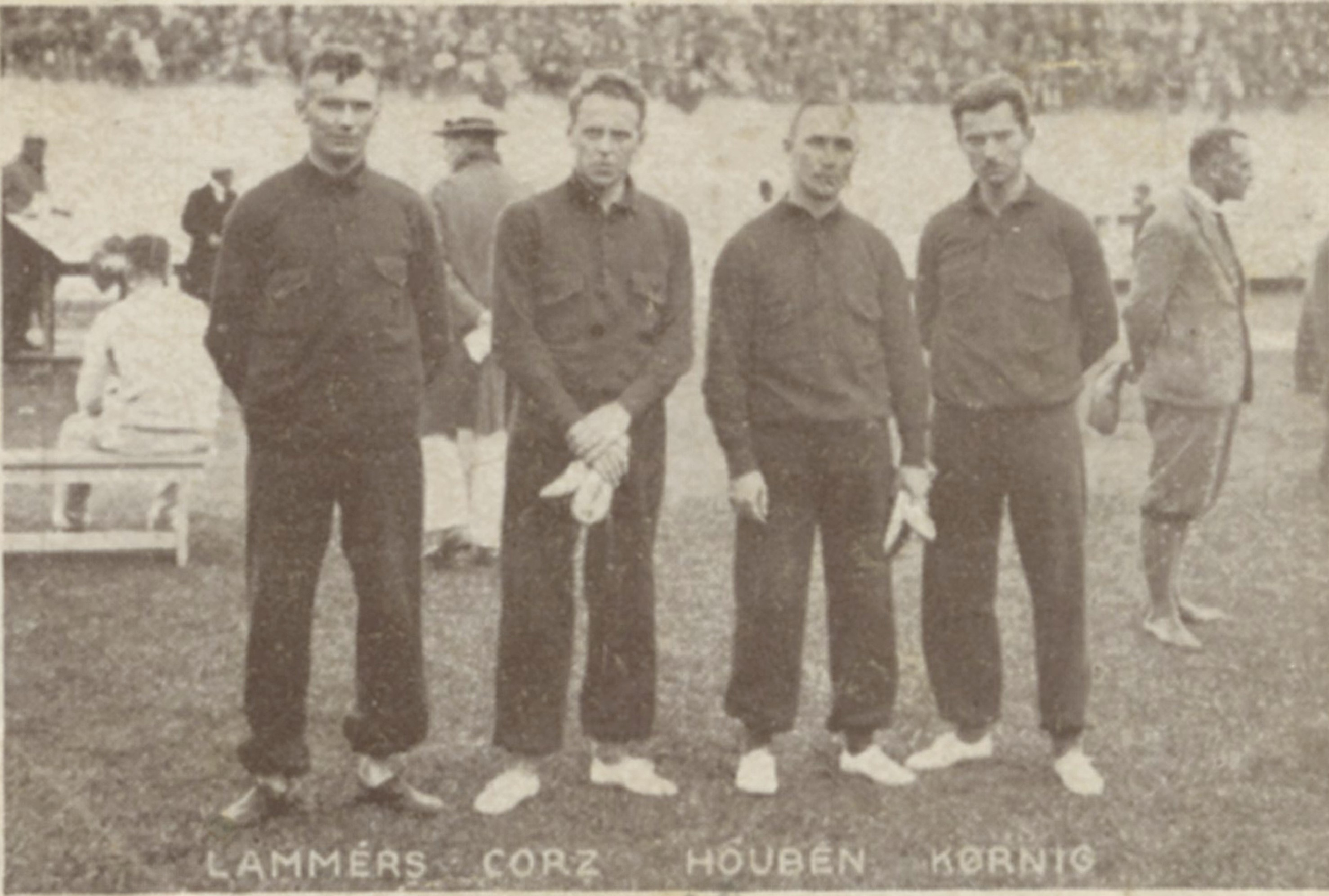
Die deutsche Staffel auf einer Sammelkarte (v. l. n. r.): Georg Lammers, Richard Corts, Hubert Houben und Helmut Körnig

| Platz | Staffel         | Besetzung                                                  | Zeit   | Anmerkung |
| ----- | --------------- | ---------------------------------------------------------- | ------ | --------- |
| 1     | Frankreich      | André Cerbonney Gilbert Auvergne André Dufau André Mourlon | 41,8 s |           |
| 2     | Deutsches Reich | Georg Lammers Richard Corts Hubert Houben Helmut Körnig    | k. A.  |           |
| 3     | Belgien         | Paul Brochart Fred Zinner Adolphe Groscol Willy Dujardin   | k. A.  |           |

### Vorlauf 3
| Platz | Staffel | Besetzung                                                      | Zeit   | Anmerkung |
| ----- | ------- | -------------------------------------------------------------- | ------ | --------- |
| 1     | USA     | Frank Wykoff James Quinn Charles Borah Henry Russell           | 41,8 s |           |
| 2     | Schweiz | Emmanuel Goldsmith Willy Weibel Willy Tschopp Hans Niggl       | 42,6 s |           |
| 3     | Japan   | Iwao Aizawa Seichichi Inuma Shigetoshi Osawa Nambu Chūhei      | 42,6 s |           |
| 4     | Türkei  | Semih Türkdoğan Şinasi Şahingiray Haydar Aşan Mehmet Ali Aybar | k. A.  |           |
| DSQ   | Ungarn  | Ferenc Gerő János Paizs István Sugár István Raggambi           |        |           |

## Finale
Datum: 5. August 1928
| Platz | Staffel         | Besetzung                                                  | Zeit   | Anmerkung |
| ----- | --------------- | ---------------------------------------------------------- | ------ | --------- |
| 1     | USA             | Frank Wykoff James Quinn Charles Borah Henry Russell       | 41,0 s | WRe       |
| 2     | Deutsches Reich | Georg Lammers Richard Corts Hubert Houben Helmut Körnig    | 41,2 s |           |
| 3     | Großbritannien  | Cyril Gill Edward Smouha Walter Rangeley Jack London       | 41,8 s |           |
| 4     | Frankreich      | André Cerbonney Gilbert Auvergne André Dufau André Mourlon | 42,0 s |           |
| 5     | Schweiz         | Emmanuel Goldsmith Willy Weibel Willy Tschopp Hans Niggl   | 42,6 s |           |
| DSQ   | Kanada          | Ralph Adams John Fitzpatrick George Hester Percy Williams  |        |           |

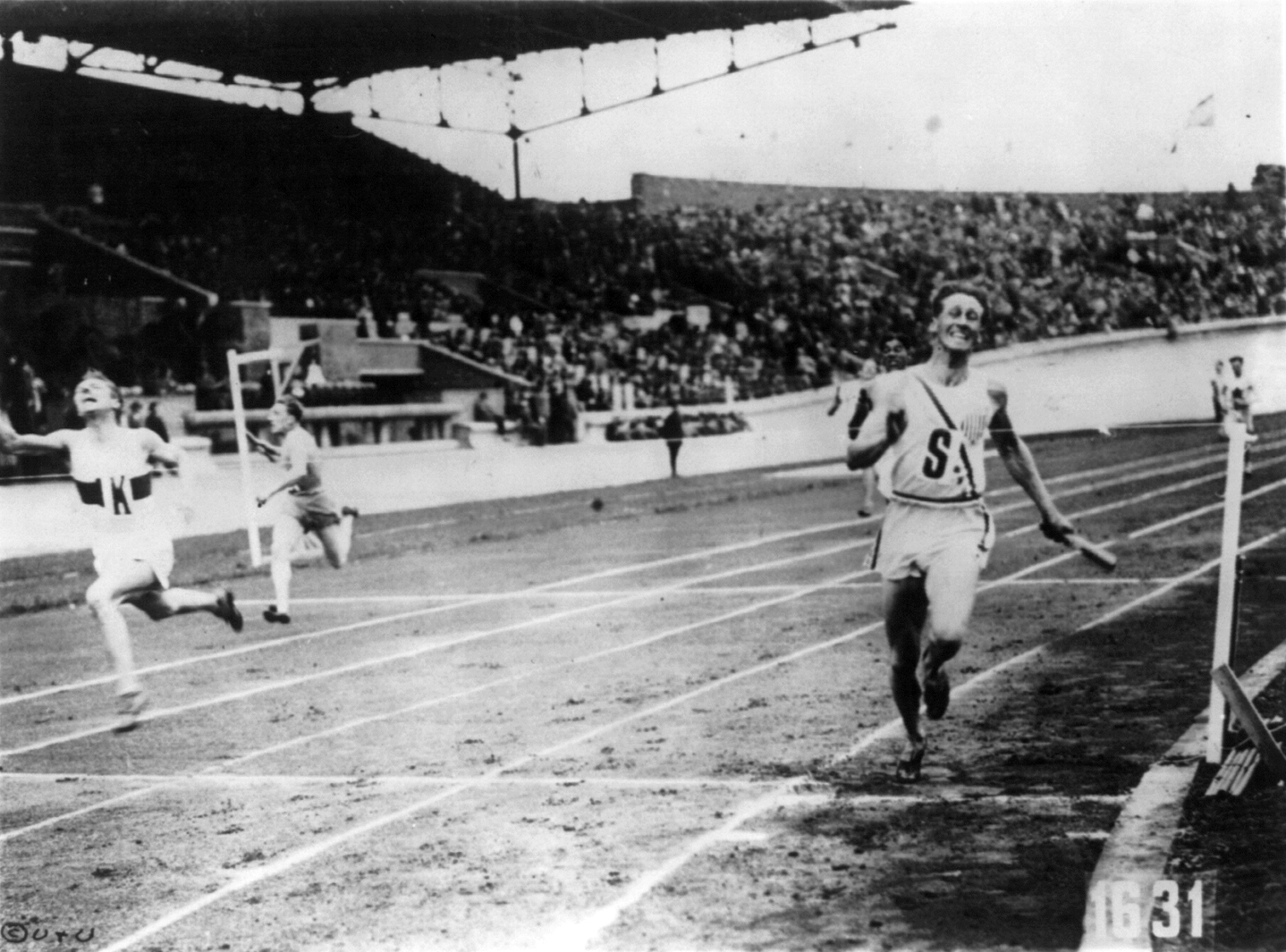
Zieleinlauf des Finals: Der US-amerikanische Schlussläufer Henry Russell (rechts) vor dem Deutschen Helmut Körnig

Als Favoriten galten die Staffeln aus den USA und Deutschland. Tatsächlich gab es einen spannenden Zweikampf zwischen diesen beiden Teams. Die ersten drei deutschen Läufer hatten mit ausgezeichneten Einzelleistungen und guten bis sehr guten Wechseln einen deutlichen Vorsprung herausgelaufen. Der letzte Wechsel von Hubert Houben auf Helmut Körnig misslang jedoch. Körnig war etwas zu früh losgelaufen und musste abstoppen, um die Wechselmarke nicht zu überlaufen. So kam die USA heran und überholte das deutsche Quartett. Körnig konnte auf der Zielgeraden gegen Henry Russell zwar noch einmal Boden gut machen, aber es reichte nicht mehr zum Sieg. Die USA stellte mit 41,0 s den bestehenden Weltrekord ein, Deutschland lag zwei Zehntelsekunden dahinter und Bronze ging mit 41,8 s an die Briten.
Die USA gewannen die 4-mal-100-Meter-Staffel zum dritten Mal in Folge.

Für Deutschland war es die erste Medaille in dieser Disziplin.